# Sina Mayer
Sina Mayer (Neunkirchen, 10 aprile 1995) è una velocista tedesca.
Nel suo palmarès vanta una medaglia di bronzo nei 100 metri piani agli europei under 23 di Bydgoszcz 2017.

## Biografia
Il 14 luglio 2017, agli europei under 23 di Bydgoszcz, conquista la medaglia di bronzo nei 100 metri piani in 11"58, dietro ad Ewa Swoboda (11"42) e Kryscina Cimanoŭskaja (11"54) con un vento a sfavore di 0,6 m/s.

## Progressione

### 100 metri piani
| Stagione | Risultato | Luogo               | Data      | Rank. Mond. |
| -------- | --------- | ------------------- | --------- | ----------- |
| 2017     | 11"25     | Ratisbona           | 11-6-2017 | –           |
| 2016     | 11"51     | Landau in der Pfalz | 21-5-2016 | –           |
| 2015     | 11"67     | Wetzlar             | 13-6-2015 | –           |
| 2014     | 11"86     | Mannheim            | 5-7-2014  | –           |
| 2013     | 12"23     | Ingelheim am Rhein  | 8-6-2013  | –           |
| 2012     | 12"74     | Kaiserslautern      | 16-6-2012 | –           |

### 200 metri piani
| Stagione | Risultato | Luogo               | Data      | Rank. Mond. |
| -------- | --------- | ------------------- | --------- | ----------- |
| 2016     | 24"26     | Landau in der Pfalz | 21-5-2016 | –           |
| 2015     | 24"38     | Wetzlar             | 13-6-2015 | –           |
| 2014     | 25"22     | Karlsruhe           | 25-1-2014 | –           |
| 2013     | 25"60     | Rheinau             | 16-6-2013 | –           |
| 2011     | 26"49     | Treviri             | 18-6-2011 | –           |

## Palmarès
| Anno | Manifestazione   | Sede      | Evento      | Risultato  | Prestazione | Note |
| ---- | ---------------- | --------- | ----------- | ---------- | ----------- | ---- |
| 2017 | Europei under 23 | Bydgoszcz | 100 m piani | Bronzo     | 11"58       |      |
| 2017 | Universiadi      | Taipei    | 100 m piani | Semifinale | 11"84       |      |
| 2023 | Mondiali         | Budapest  | 4x100 m     | 6ª         | 42"98       |      |

## Altre competizioni internazionali
2025
- Bronzo ai Campionati europei a squadre di atletica leggera ( Madrid), 4x100 m - 42"52